# Юган Петтер Юганссон
Юган Петтер Юганссон (швед. Johan Petter Johansson; 12 грудня 1853 — 25 серпня 1943) — шведський винахідник і промисловець. Винайшов сучасний розвідний ключ (патенти 1891 року і 11 травня 1892 року). Всього він отримав понад 100 патентів.

## Біографія
Він народився в селищі Воргорда на заході Швеції. Був найстаршим з шести дітей у родині. В юнності працював помічником оператора парової машини на місцевому торф'яному заводі. Він залишив рідне селище у віці 19 років, у 1873 році та поступив на обов'язкову військову службу у місті Мутала. У 1874 році він переїхав до Ескільстуна, де влаштувався на заводі Bolinder-Munktell, а в 1878 році переїхав до Вестероса, де знайшов роботу в механічній майстерні. Після цього він працював ковалем на сусідній фермі.
Він урешті-решт вирішив розпочати власний бізнес і в 1886 році переїхав до Енчепінгу, де заснував Enköpings Mekaniska Verkstad (механічна майстерня Енчепінгу), яка швидко стала успішним підприємством. Саме у період роботи майстерні він винайшов розвідний ключ і трубний ключ. У 1890 році компанія BA Hjorth &amp; Company погодилася розповсюджувати його інструменти по всьому світу під торговою маркою «Bahco». Інструменти Bahco стали дуже успішними, і компанія працює досі.
Юганссон передав своє успішне підприємство синові, Ганнесу Брінге і B.A. Hjorth & Company. Він почав експериментувати з електричною арматурою і в 1919 році відкрив новий завод Triplex, який виготовив електричні маятники і різні пристрої.

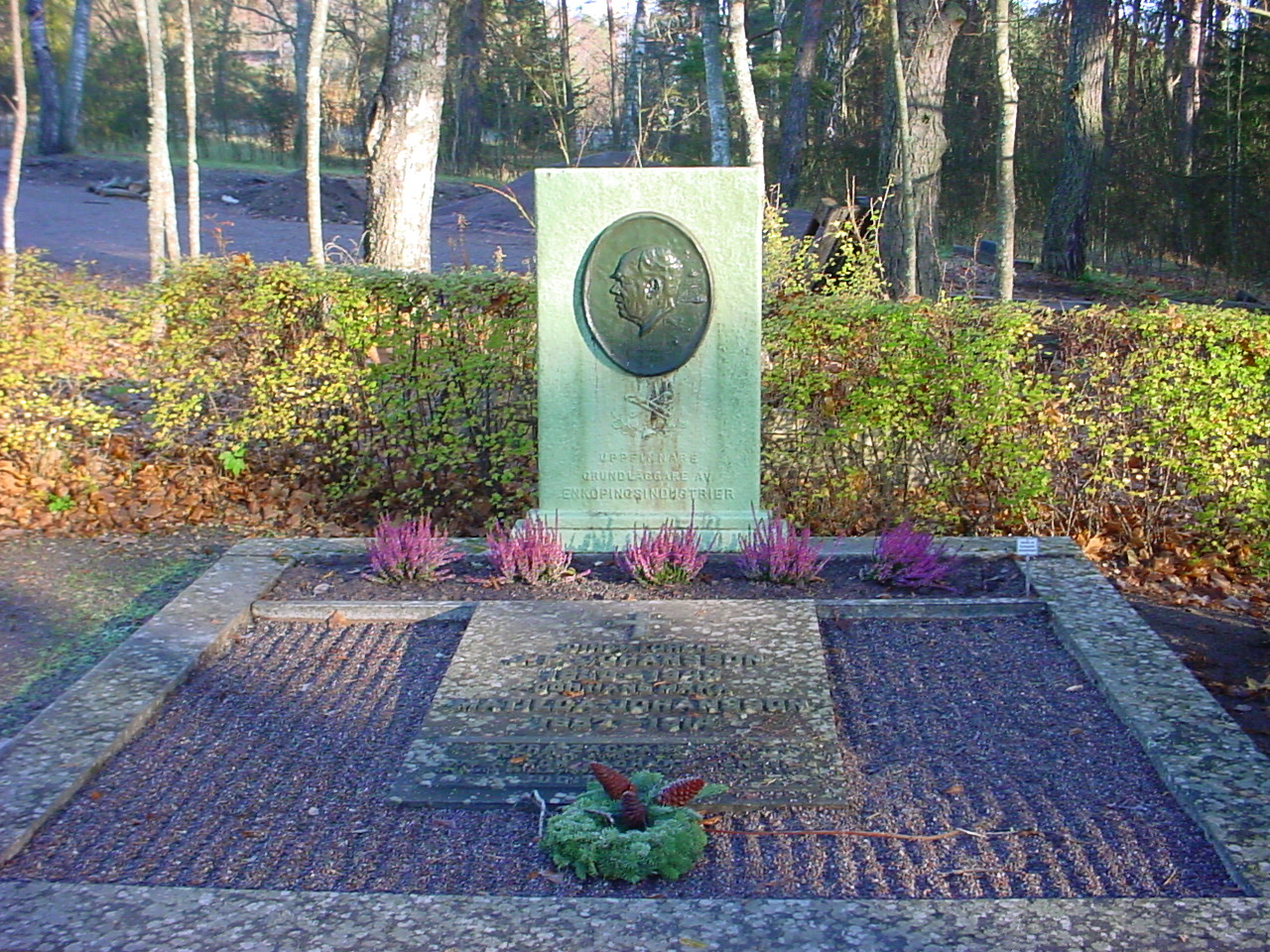
Могила Юганссона в Енчепінгу

Він помер в Енчепінгу у віці 89 років.